# (2130) Evdokiya
(2130) Evdokiya (1974 QH1) – planetoida z pasa głównego asteroid okrążająca Słońce w ciągu 3,38 lat w średniej odległości 2,25 au. Odkryta 22 sierpnia 1974 roku.